# Geometra herbeus
Geometra herbeus là một loài bướm đêm trong họ Geometridae.